# لیز هوری
لیز هوری (عربی: لياس حوري؛ زادهٔ ۱۹ ژانویهٔ ۱۹۹۶) بازیکن فوتبال اهل فرانسه است.
از باشگاه‌هایی که در آن بازی کرده‌است می‌توان به باشگاه فوتبال والنسین، باشگاه ورزشی یونیورسیتاتئا کرایووا، باشگاه فوتبال باستیا، باشگاه فوتبال ویدتون، و باشگاه فوتبال لانس اشاره کرد.
وی همچنین در تیم‌های ملی فوتبال France national under-16 football team، زیر ۱۷ سال فرانسه، و زیر ۱۹ سال فرانسه بازی کرده‌است.